# Бутырск
Бутырск — исчезнувшая деревня в Болотнинском районе Новосибирской области. На момент упразднения входила в состав Варламовского сельсовета. Исключена из учётных данных в 1971 году.

## География
Располагалась на левом берегу реки Кандереп, в 2 км к юго-востоку от деревни Краснознаменка.

## История
Посёлок Ново-Романовский был основан в 1907 г. В 1926 году состоял из 47 хозяйств. В административном отношении входил в состав Кандерепского сельсовета Болотнинского района Томского округа Сибирского края.
С 1954 года центр Бутырского сельсовета, затем в Зудовском. Решением Новосибирского облисполкома от 27.09.1971 г. № 650 деревня исключена из учётных данных как фактически не существующая.

## Население
По переписи 1926 г. в посёлке проживало 234 человека (112 мужчин и 122 женщины), основное население — русские.